# Marblepsis macrocera
Marblepsis macrocera is een vlinder uit de familie spinneruilen (Erebidae), onderfamilie donsvlinders (Lymantriinae). De wetenschappelijke naam van deze soort is voor het eerst geldig gepubliceerd in 1890 door Sharpe.
De soort komt voor in tropisch Afrika.